# Equisetaceae
Equisetaceae  Michx. ex DC., 1804 è una famiglia di piante vascolari Pteridofite appartenenti all'ordine delle Equisetales.
Le specie di questa famiglia sono tra gli organismi più antichi della terra: il ritrovamento di resti fossili di alcune specie dell'ordine delle Equisetales indicano che erano piante diffuse già alla fine dal Devoniano (395 – 345 milioni di anni fa).  In effetti osservando le particolari forme di queste piante, ad esempio ai bordi di una plaude, non si può non pensare a periodi geologici passati e lontani. Sono gli ultimi discendenti di piante gigantesche già in via di estinzione quando la terra era invasa dai grandi rettili. Dal punto di vista filogenetico sono piante più primitive delle Angiosperme, infatti sono senza organi sessuali distinti, si propagano e si riproducono per mezzo di spore.

## Tassonomia
Equisetum è il solo genere vivente appartenente a questa famiglia (altri generi sono conosciuti come fossili del Carbonifero medio).  ì

### Generi della famiglia
Nell'elenco che segue sono indicati alcuni generi della famiglia di questa scheda:
- Equisetum L. (1753) – Equiseto : specie presenti 20-30; in Italia 12.
- Equisetites (estinto) – si conoscono delle forme arboree di questo genere.
- Asterophyllites (estinto)
- Schizoneura (estinto)
- Phyllotheca (estinto)
- Pseudobornia (estinto) – questo genere contiene forse l'”equiseto” estinto più vecchio che si conosca (375 milioni di anni fa).

L'inizio dello sviluppo dei generi estinti di questa famiglia può essere situato tra la fine del Devoniano (345 milioni di anni fa) e il Carbonifero inferiore (325 milioni di anni fa); mentre il loro massimo sviluppo si ebbe nel Triassico (250 – 200 milioni di anni fa).

## Etimologia
Il nome della famiglia (Equisetaceae) significa “crine di cavallo”; la radice equiset- deriva infatti dal latino equi saeta, ossia coda (saeta, -ae, lett. crine) di cavallo (equi, gen. di equus, -i).

Le prime descrizioni di alcune specie di questa famiglia le troviamo nei scritti di Dioscoride Pedanio (Anazarbe in Cilicia, 40 circa - 90 circa), che fu un medico, botanico e farmacista greco antico che esercitò a Roma ai tempi dell'imperatore Nerone.

La nomenclatura scientifica attualmente accettata (Equisetaceae) è stata proposta in una pubblicazione del 1804 dal botanico ed esploratore francese André Michaux (8 marzo 1746 - probabilmente 11 ottobre 1802) e da Augustin Pyrame de Candolle (Ginevra, 4 febbraio 1778 – 9 settembre 1841) che è stato un botanico e micologo svizzero.

## Morfologia e altre informazioni
Per informazioni dettagliate sulla morfologia della famiglia vedi la scheda relativa al suo unico genere ancora in vita : Equisetum.

## Galleria d'immagini

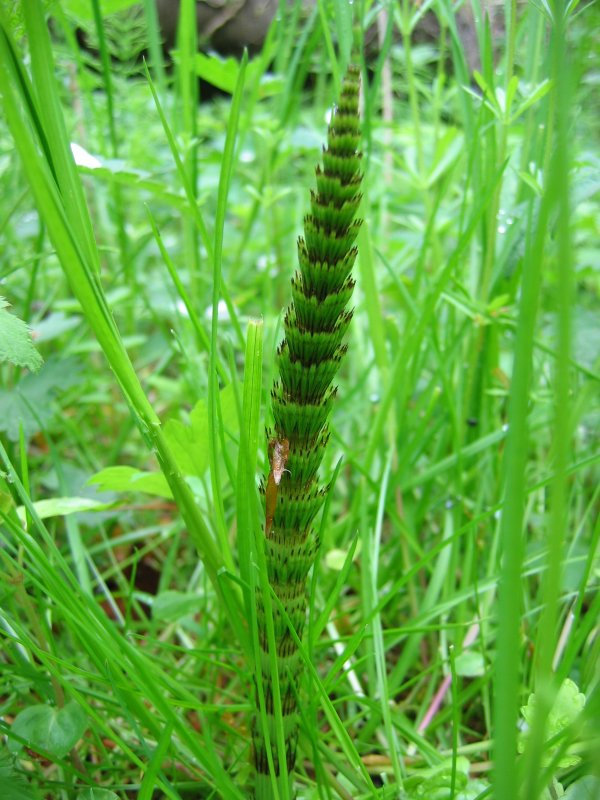
Equisetum telmateia
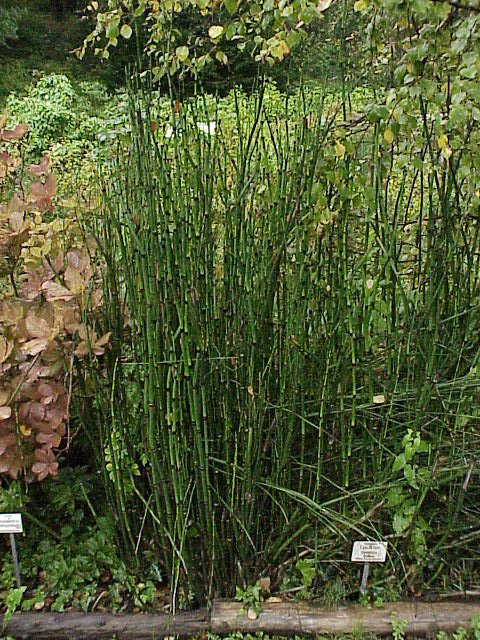
Equisetum hyemale
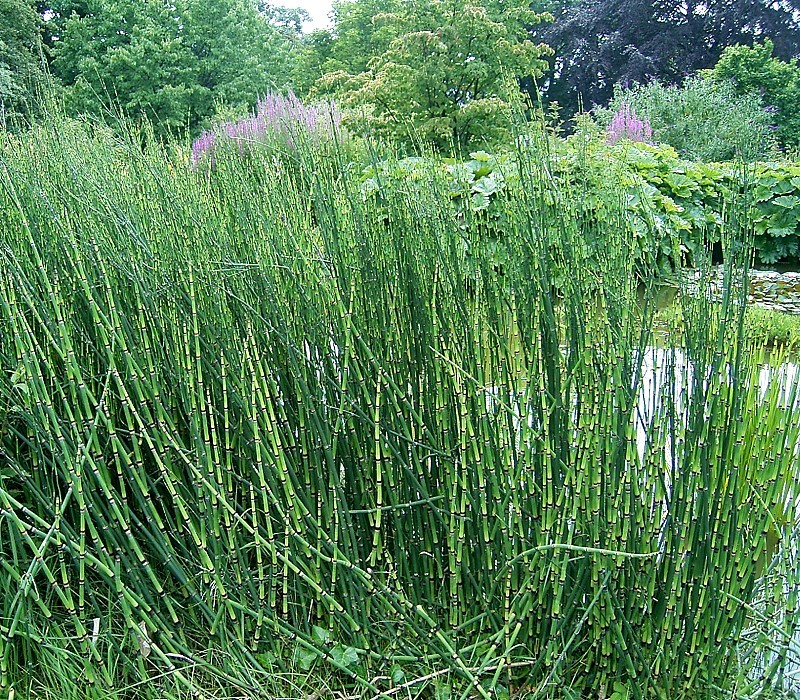
Equisetum giganteum
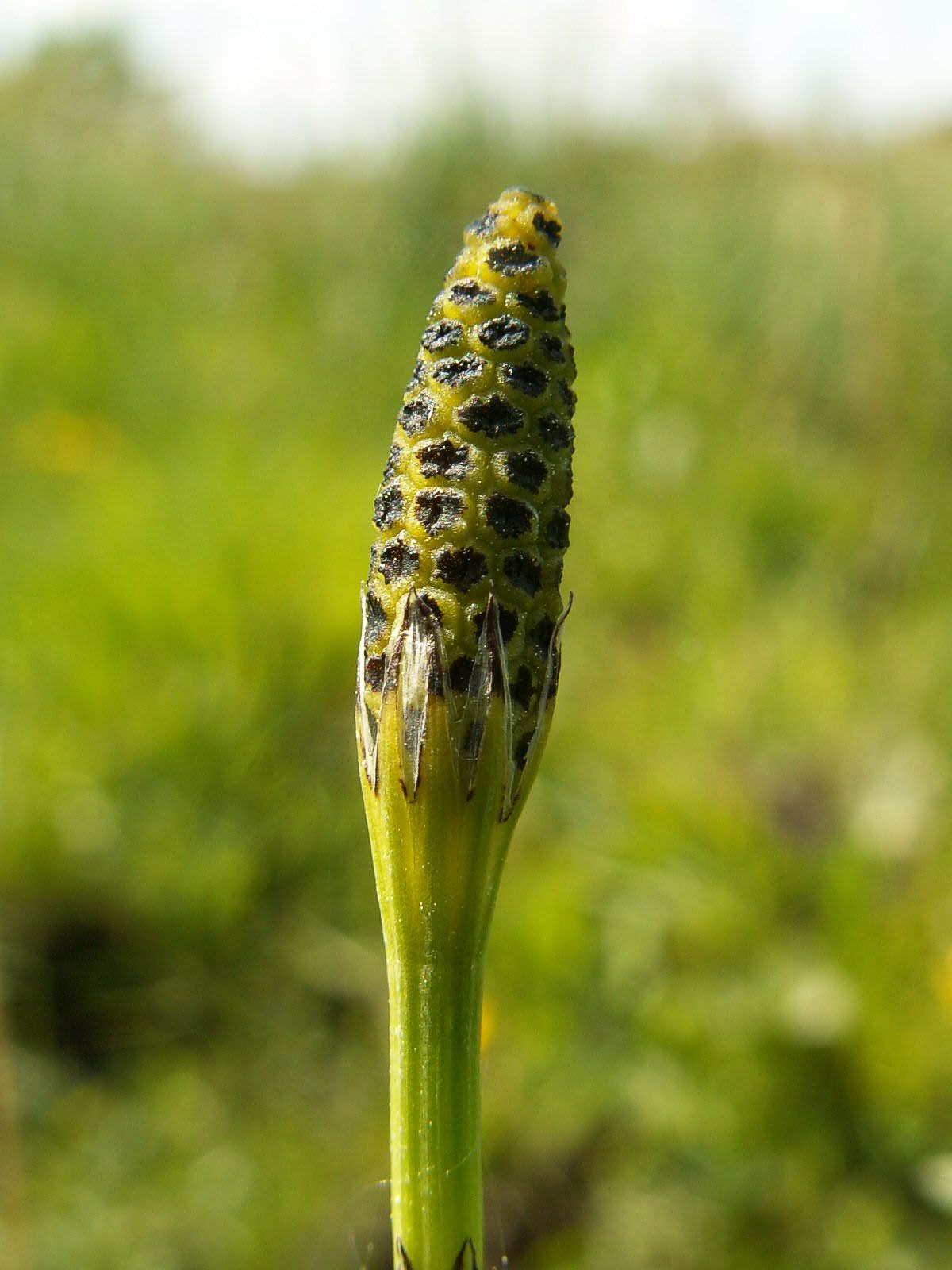
Equisetum palustre
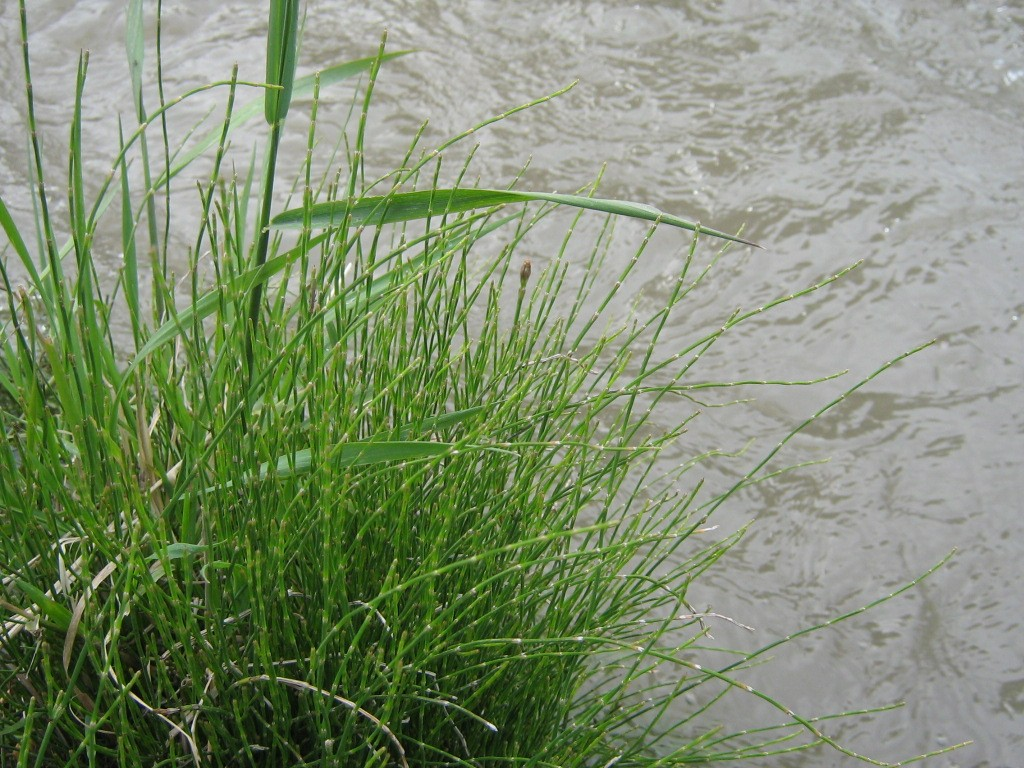
Equisetum bogotense
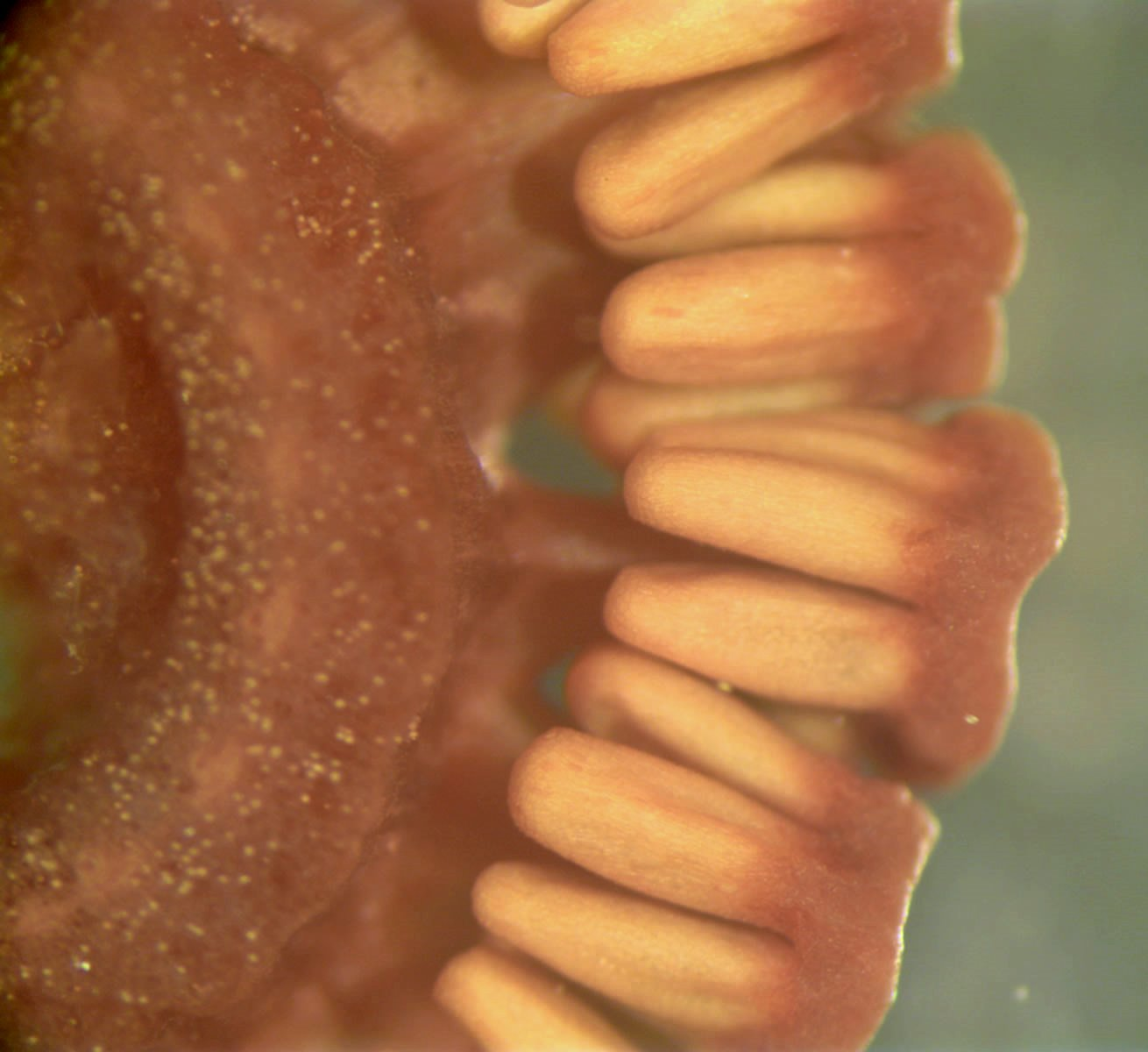
Sezione di uno strobilo
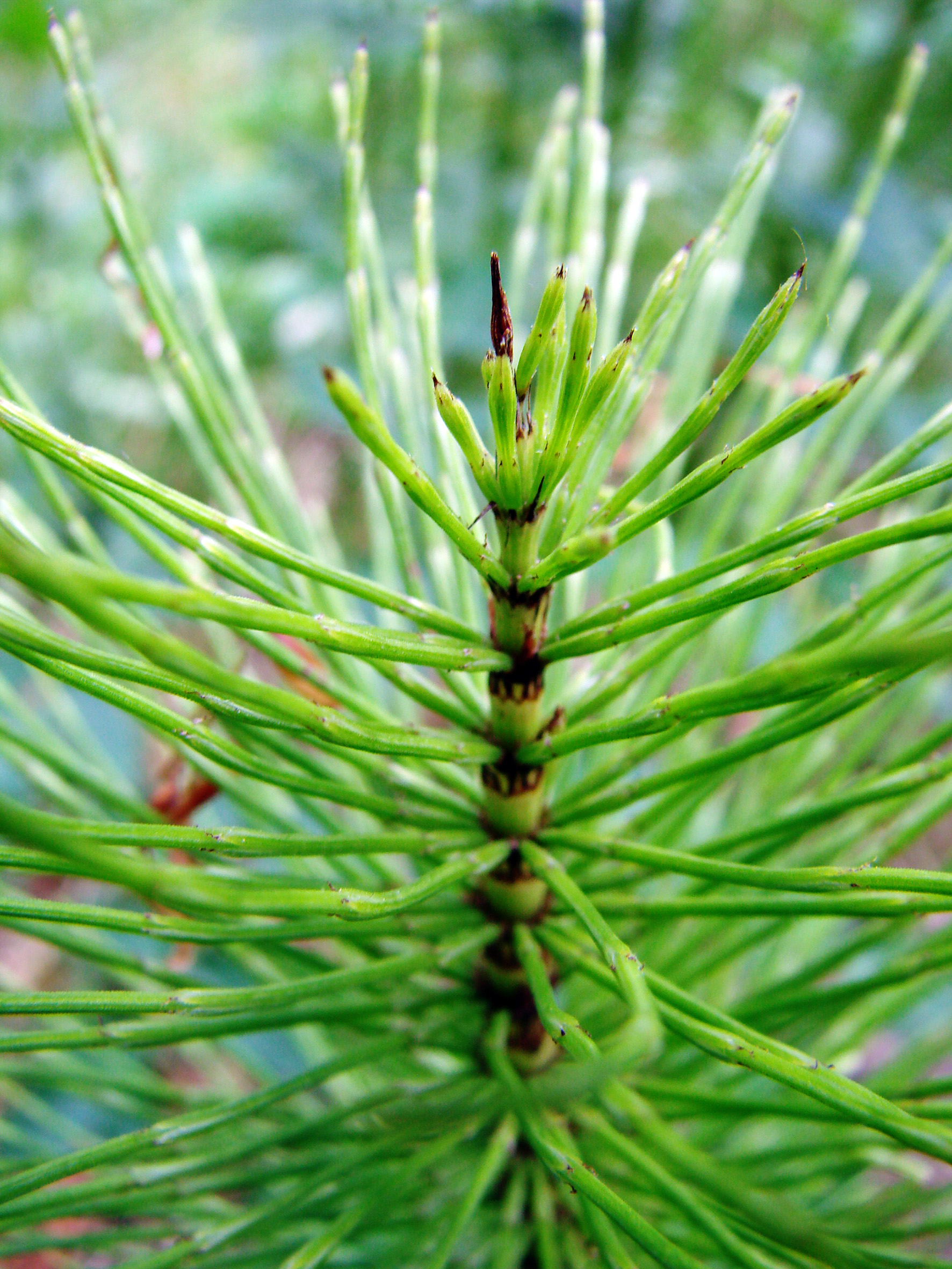
Fusto sterile
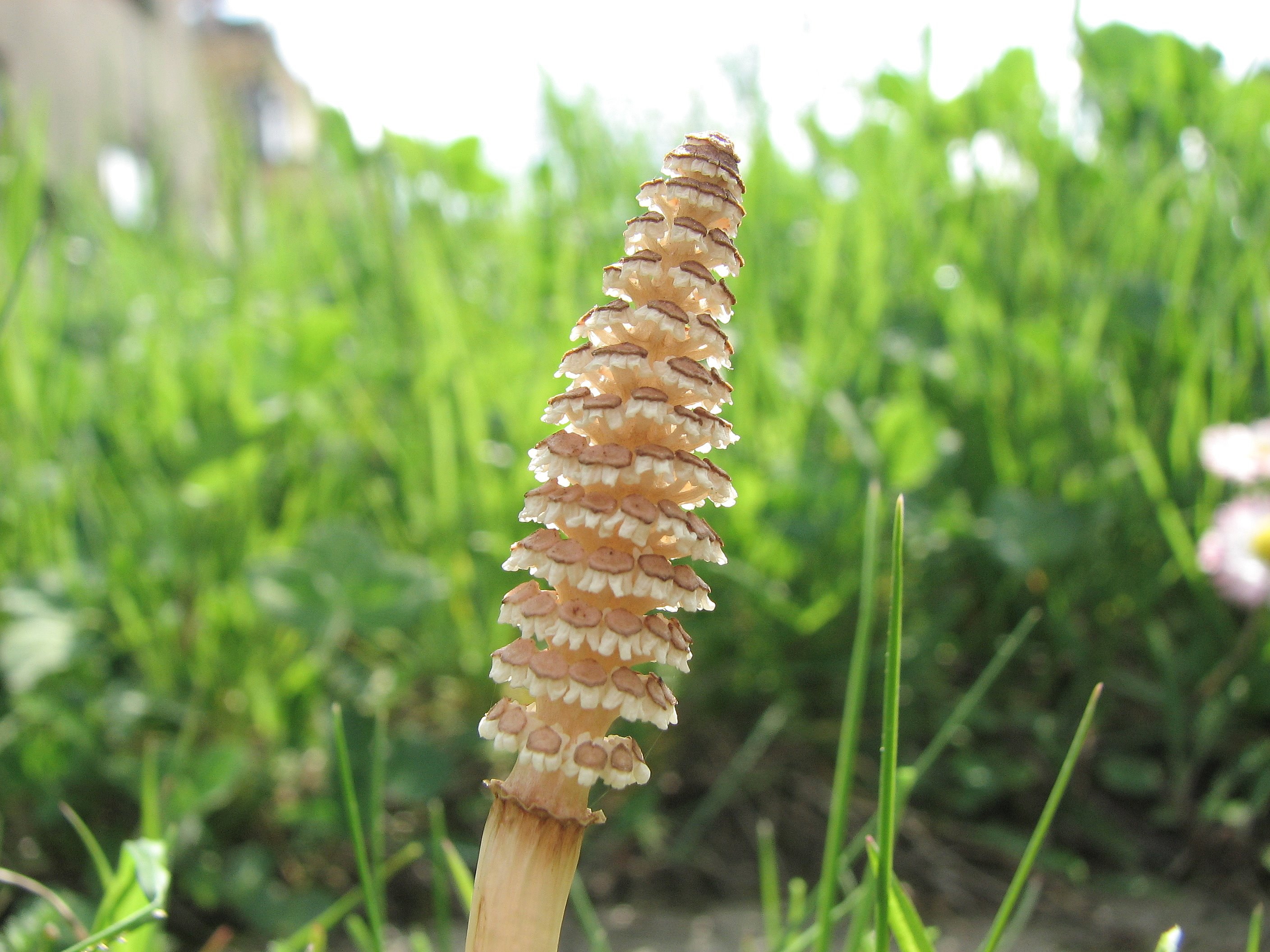
Equisetum arvense
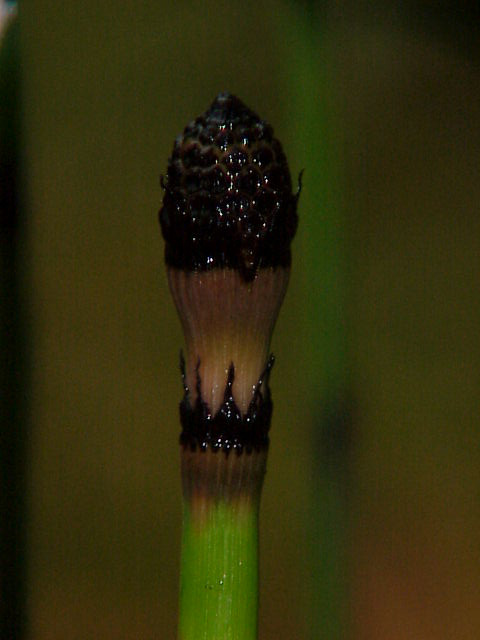
Aspetto generale di strobilo